# イサキオス2世アンゲロス
イサキオス2世アンゲロス（Ισαάκιος Β' Άγγελος: Isaakios II Angelos、1156年9月 - 1204年1月28日）は、東ローマ帝国アンゲロス王朝の初代皇帝（在位：1185年 - 1195年、1203年）。

## 生涯

### 即位前まで
1156年、アンドロニコス・アンゲロスの子として生まれる。祖父はコンスタンティノス・アンゲロスで、祖母はコムネノス王朝の初代皇帝・アレクシオス1世コムネノスの娘・テオドラ・コムネナ。アレクシオス1世の曾孫にあたる（生年は1135年説もある）。同母弟にアレクシオスがいた。
当時、コムネノス王朝の第5代皇帝・アンドロニコス1世は強権的な独裁政治を行なって周囲から反感を買っていたが、アンドロニコスは徹底的に弾圧してこれを抑えた。さらにイサキオス自身もコムネノス王家の遠縁にあたるため、アンドロニコスにその存在を警戒されて暗殺されかけたこともあった。しかしこのような暴虐的な政治に遂に国民の怒りが爆発し、1185年、イサキオスを指導者に擁立した反乱軍によってアンドロニコスは虐殺された。そして、国民や貴族の支持を得たイサキオスが、皇帝として即位した。

### 失政から廃位へ
アンドロニコス1世時代に始まっていたノルマン人の侵攻は防いだものの、1186年、支配下にあったブルガリアがペタルとアセン兄弟の下に独立を果たし第二次ブルガリア帝国を建国し、東ローマ帝国と敵対した。1188年には小アジア南西部フィラデルフィアの帝国貴族テオドロス・マンカファース（英語: Theodore_Mangaphas）が帝国を裏切って自ら皇帝を僭称するなど、対外的な混乱が相次いだ。このため、イサキオスは帝国の威信回復を目指して大規模な遠征を計画し、1193年までにマンカファースの反乱は鎮圧したものの、2度に渡るブルガリア遠征は失敗に終わった。
1195年、3度目のブルガリア遠征を計画したが、反対した弟のアレクシオスによって廃位・幽閉されて皇位を奪われた。後にイサキオスは弟によって盲目にされた。神聖ローマ皇帝 ハインリヒ6世はみずから企てた十字軍にビザンツ帝国が「参加するよう要求し、さらに毎年貢納金をさし出すことも求めたので」、アレクシオスは「特別税を設定しなければならず、帝室陵墓をあばいて空にしなければならなかった」。ハインリヒは弟のフィリップ・フォン・シュヴァーベンをイサキオスの王女と結婚させ、イサキオスのための復讐者になっていた。

### 復位から最期へ
帝国の威信はさらに衰えた。イサキオスの息子で神聖ローマ帝国に亡命していたアレクシオス4世は、軍資金の調達が困難で遠征できなかった第4回十字軍に対して資金援助や東西教会の統一などを条件に味方に引き込み、帝国の首都・コンスタンティノポリスに侵攻した。1203年7月にアレクシオス3世は皇位を追われて逃亡し、アレクシオス4世は幽閉された父・イサキオスを助け出して、父と共に共同皇帝として即位した。
しかし復位にあたってアレクシオス4世が命じた軍資金供出の負担は国民に重く圧し掛かり、1204年、皇族のアレクシオス5世ドゥーカスの反乱を招いた。この反乱により、イサキオス2世とアレクシオス4世は共に殺害され、皇位はアレクシオス5世に簒奪された。49歳であった。

## 家系
- 曽祖父：アレクシオス1世コムネノス - コムネノス朝初代皇帝
- 祖父：コンスタンティノス・アンゲロス
  - 祖母：テオドラ・コムネナ（Theodora Komnene Angelina） - アレクシオス1世息女
    - 叔父（父の弟）：ヨハネス・アンゲロス・ドゥーカス - 尊厳公
      - 叔父の王子（庶子）：ミカエル1世コムネノス・ドゥーカス - エピロス専制侯初代王
- 父：アンドロニコス・アンゲロス
  - 母：エウフロシュネ（Euphrosyne Kastamonitissa）
- 后：エイレーネー（ヘリナ）
  - 王子：アレクシオス4世アンゲロス - アンゲロス朝3代皇帝
  - 王女：エイレーネー - シチリア共治王ルッジェーロ3世妃、のち神聖ローマ皇帝フィリップ后
  - 王女：エウフロシュネ・アンゲリーナ（Euphrosyne Angelina） - 修道女、もしくはキエフ大公ロマン・ムスティスラーヴィチ妃
- 后：マルガレーテ・マリア - ハンガリー王ベーラ3世の娘、のちモンフェッラート侯ボニファーチョ1世妃
  - 王子：マヌエル・アンゲロス
  - 王子：ヨアンネス・アンゲロス